# Herbert Vaughan
Herbert Vaughan, angleški rimskokatoliški duhovnik, škof in kardinal, * 15. april 1832, Gloucester, † 19. junij 1903.

## Življenjepis
28. oktobra 1854 je prejel duhovniško posvečenje.
27. septembra 1872 je bil imenovan za škofa Salforda in 28. oktobra istega leta je prejel škofovsko posvečenje.
8. aprila 1892 je postal nadškof Westminstra.
16. januarja 1893 je bil povzdignjen v kardinala in imenovan za kardinal-duhovnika Ss. Andrea e Gregorio al Monte Celio.